# Johann Eduard Stumpff
Johann Eduard Stumpff (Amsterdam, 7 maart 1813 – aldaar, 16 januari 1871) was een Nederlands fagotvirtuoos en theaterexploitant.
Hij was zoon van de van oorsprong Duitse musicus Christian Stumpff en Anna Clara Jung, wonende aan de Utrechtsedwarsstraat 62. Broer Jacob Stumpff was ook fagottist en muziekleraar. Zelf was hij getrouwd met Maria Regina Daane (overleden in 1857) en vanaf 1960 Johanna Catharina Antoinette van Santen.
Hij was van huis uit fagottist, maar van zijn opleiding is niets bekend. Hij werd omstreeks 1840 eigenaar (ondernemer van publieke vermakelijkheden) van Theater Frascati; hij was toen al enkele jaren dirigent bij een naar hem genoemd orkest. Hij waardeerde het daar spelende theaterorkest op zodat in Frascati betere concerten klassieke muziek konden worden gegeven. Die concerten waren in 1824 in gang gezet door Petrus Cornelis Merlen en door de uitbreidingen van het orkest konden Jacob Stumpff,  Pieter Wilhelm Dahmen en Frantz Georg Friedrich Hansen in de periode 1842 tot 1849 symfonische concerten leiden. In 1849 verhuisde het totaal naar Plantage Het Park, de zogenaamde Parkschouwburg (latere Wertheimpark). Er volgden daar zomerconcerten van veelal harmonieorkesten en winterconcerten met symfonische muziek, al dan niet in het gebouw. In 1868 was zijn blindheid dermate toegenomen, dat hij zijn functies moest neerleggen, alhoewel hij nog wel concerten organiseerde. Opvolger werd neef Willem Stumpff.
Stumpff was jarenlang betrokken bij de door zijn broer opgerichte Maatschappij Caecilia. Voor zijn verdiensten werd hij in 1859 benoemd tot ridder in de Orde van de Eikenkroon (25-jarig directeurschap muziekcorps). Hij was in het leger geraakt tot de rang Tweede luitenant der schutterij.